# Провулок Туркенича (Житомир)
Провулок Туркенича — провулок в Богунському районі міста Житомир.

## Розташування
Знаходиться у мікрорайоні Хмільники, на теренах історичної місцевості Кокоричанка. Місцевість також відома за неофіційною назвою Чулочка. Бере початок від прибудинкового проїзду біля будинку № 25 по проспекту Миру, прямує на захід та завершується узвозом до річки Кам'янки. Перетинає вулицю Святого Зигмунта Фелінського.

## Історія
Провулок виник у 1950-х роках у новому селищі робітників панчішної фабрики. Отримав назву в 1959 році. Одноповерхова житлова забудова провулка сформувалася до 1960-х років.